# Majungaichthys
Majungaichthys is een geslacht van straalvinnige vissen uit de familie van naaldvissen (Bythitidae).

## Soorten
- Majungaichthys simplex Schwarzhans & Møller, 2007
- Majungaichthys agalegae Schwarzhans & Møller, 2011